# 古谷本郷
古谷本郷（ふるやほんごう）は、埼玉県川越市の大字。郵便番号は350-0002。

## 地理
川越市東部の沖積平野（荒川低地）に位置する。古谷上、萱沼、久下戸、小中居、と隣接する。東端を荒川が流れ、びん沼川を境にさいたま市西区（西遊馬・湯木町）と接する。北部を麦生川が流れる。地内は田園地帯となっており、荒川の自然堤防に沿って集落が形成されている。

## 世帯数と人口
2024年（令和6年）3月1日現在の世帯数と人口は以下の通りである。
| 大字     | 世帯数    | 人口    |
| -------- | --------- | ------- |
| 古谷本郷 | 1,074世帯 | 2,373人 |

## 小・中学校の学区
市立小・中学校に通う場合、学区は以下の通りとなる。
| 番地 | 小学校             | 中学校           |
| ---- | ------------------ | ---------------- |
| 全域 | 川越市立古谷小学校 | 川越市立東中学校 |

## 交通
地区内をJR川越線が通るが、駅はない。最寄り駅は川越線南古谷駅となっている。
- 荒川橋梁 (川越線)

### 道路
- 国道16号
  - 上江橋
- 古谷八幡通り

## 施設
- 氷川神社
- 古谷本郷会館
- 古尾谷八幡神社

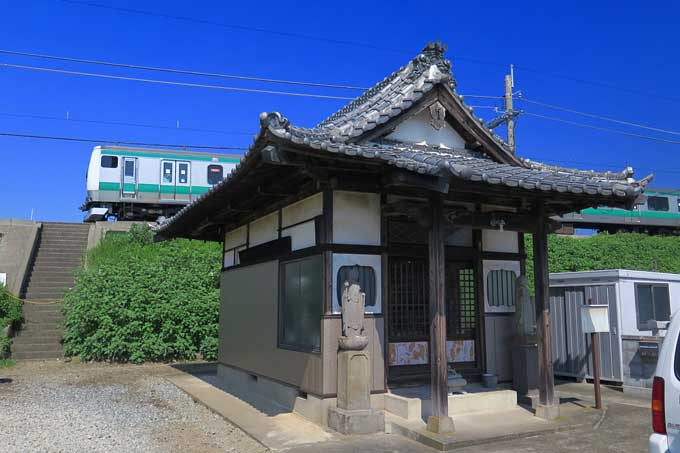
薬師堂

- 灌頂院 - 古尾谷八幡神社の別当寺でもある。
- 薬師堂 - 川越線の築堤で墓地が分断されている。
- 川越グリーンパーク（南端部）
- 川越グリーンクロス
- 古谷樋管